# Lagga socken
Lagga socken i Uppland ingick i Långhundra härad, ingår sedan 2003 i Knivsta kommun i Uppsala län och motsvarar från 2016 Lagga distrikt.
Socknens areal är 46,11 kvadratkilometer, varav 45,02 land. År 2000 fanns här 842 invånare. Kyrkbyn Lagga med sockenkyrkan Lagga kyrka ligger i socknen.

## Administrativ historik
Lagga socken har medeltida ursprung.
Vid kommunreformen 1862 övergick socknens ansvar för de kyrkliga frågorna till Lagga församling och för de borgerliga frågorna till Lagga landskommun. Landskommunen inkorporerades 1952 i Knivsta landskommun som 1971 uppgick i Uppsala kommun och 2003 utbröts därur för att bilda Knivsta kommun. 1971 övergick området från Stockholms län till Uppsala län.
1 januari 2016 inrättades distriktet Lagga, med samma omfattning som församlingen hade 1999/2000.
Socknen har tillhört län, fögderier, tingslag och domsagor enligt vad som beskrivs i artikeln Långhundra härad. De indelta soldaterna tillhörde Upplands regemente, Rasbo kompani och Hundra Härads kompani.

## Geografi
Lagga socken ligger sydost om Uppsala kring Storån. Socknen är en slättbygd med skogsbygd i nordost och sydväst.

## Fornlämningar
Från bronsåldern finns spridda gravrösen. Från järnåldern finns cirka 20 gravfält och en fornborg. Tio runstenar har påträffats. På ett gravfält vid Mora kungsäng förvaras Mora stenar i ett hus som uppförts för detta ändamål 1770.

## Namnet
Namnet skrevs år 1299 Lagheredhi och innehåller efterleden härad, 'bygd'. Förleden innehåller lagg, 'knat, strand (av mosse, kärr, sjö eller å)' och kan ursprungligen syftat på en ö i den forntida fjärd som uppfyllde området.